# Турже, Эбен
Э́бен Турже́ (англ. Eben Tourjée; 1 июня 1834, Уорик, Род-Айленд — 12 апреля 1891, Бостон) — американский музыкальный педагог и организатор, основатель Консерватории Новой Англии.
Сын работника на мельнице, с восьмилетнего возраста занимался ручным трудом, в музыке остался самоучкой. В 1850 году поступил продавцом в музыкальный магазин в Провиденсе. Уже в 1854 году выступил организатором музыкальной школы в Фолл-Ривер (Массачусетс), в которой обучение около 500 школьников было построено по консерваторскому (классному) принципу. Затем работал органистом в Ньюпорте, с 1861 года был музыкальным руководителем гимназии в Ист-Гринуиче. В 1867 году переехал в Бостон и основал здесь Консерваторию Новой Англии, которой руководил до 1890 года. В 1873 году возглавил также музыкальный колледж Бостонского университета. В 1869 году организовал в Бостоне Национальный музыкальный конгресс — первую конференцию американских музыкальных педагогов. Был первым президентом созданной в 1876 году Национальной ассоциации музыкальных педагогов.